# Lee Ho Ching
Lee Ho Ching (24 de novembro de 1992) é uma mesa-tenista hongconquesa, medalhista olímpica.

## Carreira
Formada pela St. Rose of Lima's School, Ho Ching conquistou a medalha de bronze nos Jogos Olímpicos de Verão de 2020 em Tóquio na disputa por equipes, ao lado de Doo Hoi Kem e Minnie Soo Wai Yam, após derrotarem as alemãs Han Ying, Shan Xiaona e Petrissa Solja por 3–1.